# Cesny-les-Sources
Cesny-les-Sources – gmina we Francji, w regionie Normandia, w departamencie Calvados. W 2013 roku liczba ludności wynosiła 1361 mieszkańców. 
Gmina została utworzona 1 stycznia 2019 roku z połączenia pięciu ówczesnych gmin: Acqueville, Angoville, Cesny-Bois-Halbout, Placy oraz Tournebu. Siedzibą gminy została miejscowość Bois-Halbout. 